# Жидичин

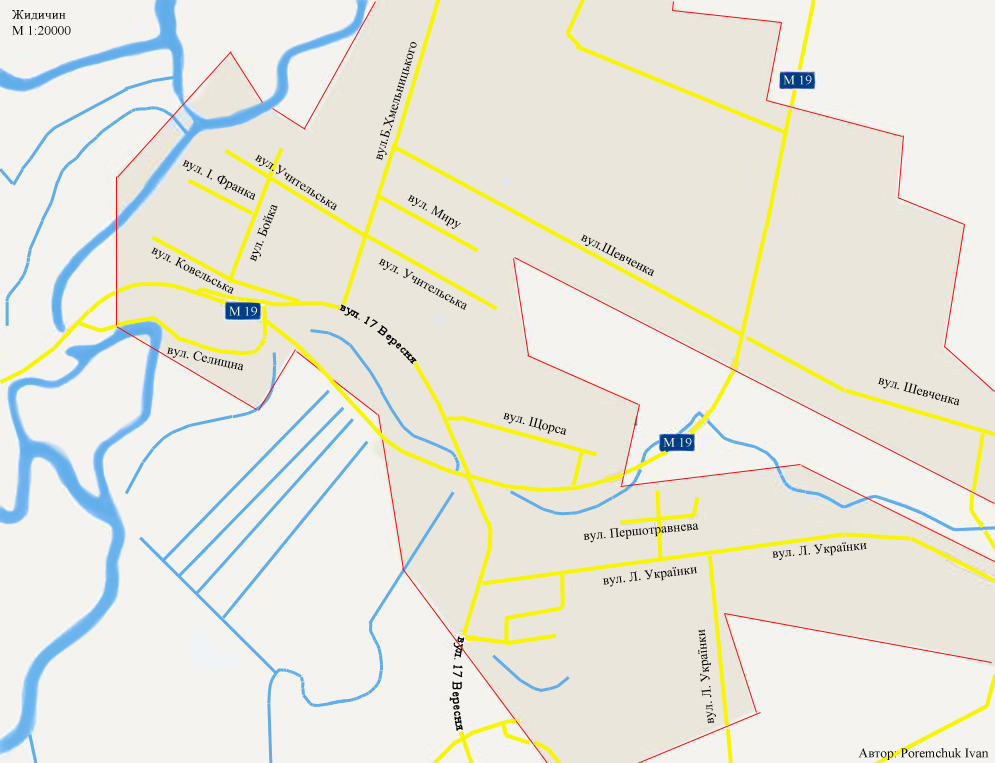

Жиди́чин — село, в Луцькому районі Волинської області. Входить до складу Луцької міської громади. Населення становить 1800 осіб.

## Розташування
Жидичин лежить при об'їзній Луцькій трасі, з північного боку, за 6 км від центру Луцька і за 3 км на схід від траси на Ковель.

## Історія
На околиці Жидичина збереглися залишки поселення та городища X—XIII століття.
Перша письмова згадка про поселення — у Літописі Руському з Іпатівським списком за 1227 рік:

| Еха Данилъ въ Жидичинъ кланѧтьсѧ и молитисѧ ст҃моу Николѣ. |
Тобто, село — одне з найдавніших на Волині. У монастирі була чудотворна ікона Святого Миколая, яка, за джерелами, датується ХІІ століттям. Ця найдавніша пам'ятка іконопису на Волині була втрачена в роки Першої світової війни. Евакуйована в один із храмів Житомира, вона безслідно зникла.
Олександр Цинкаловський у краєзнавчому словнику «Стара Волинь і Волинське Полісся» писав:

| «Жидичин і його монастир були найбагатшими з усіх тодішніх волинських монастирів. До цього монастиря належала ціла волость над р. Стир, що складалася з сіл: Боголюби, Буремець, Невзлє, Пальча, Рикані, Сапогків, Шапки (або Жабки) і Жидичин, як рівно ж в торговицькій волості село Рідьків» |
У 1236 році король Данило побував тут вдруге.
Декілька разів було спустошене, але завжди відновлювалося. За деякими твердженнями отримало Магдебурзьке право у 1563 році.
Серед найстаріших закладів села — Жидичинський монастир, який заснований раніше, аніж Почаївська лавра. У 1596 р. по ухваленню Берестейської унії монастир перейшов до греко-католиків. Дерев'яні споруди Жидичинського монастиря перебудували на кам'яні в першій третині 18 століття. Головною спорудою монастиря стала кам'яна Миколаївська церква, датована 1723 роком. До того ж періоду відносять і цегляну будівлю двоповерхових митрополичих палат.
Наприкінці 18 століття після третього розділу Речі Посполитої землі приєднали доРосійської імперії, а монастир передали римо-католикам, але невдовзі він занепав. Частину споруд у розібрали на будівельні матеріали та використали для побудови залізничного вокзалу в Ківерцях.
Після відновлення Польщею державності у 20 ст., між двома світовими війнами землі відійшли до Польщі і монастир знову відновили. В повоєнні роки землі відійшли до СРСР. За радянщини — митрополичі палати використовували як сільську школу, а після побудови нового приміщення для неї, історичну будівлю 18 століття покинули.
Навесні 1938, був організований надрайон № 6 — Жидичин, якому підпорядковувались осередки ОУН на північ від Луцька (Жидичин, Ківерці, Бодячів, Липляни, Клепачів, Четвертня, Юліана). Поліції були відомі 12 осіб із цього надрайону, у тому числі надрайонний провідник Олекса Чесюк та члени проводу Іван Силюк, Микола Кушнір, Теодор Міськовець. Чисельність місцевої мережі ОУН була невеликою (8 членів, 8 симпатиків станом на серпень 1938 р.), бо надрайон перебував на стадії відновлення після ліквідацій 1935—1936 рр. Згідно з інформацією, яку польські правоохоронні органи здобули конфіденційним способом, на початку 1938 р. С. Поліщук і А. Нагорний призначили О. Чесюка провідником надрайонного проводу в Жидичині. Чесюк призначив військовим референтом Івана Сілюка, а культосвітнім референтом — Миколу Кушніра. Обов'язки оргреферента виконував сам Чесюк, що знову ж таки є прикладом поширеної на Волині практики створення більш компактних керівних структур шляхом зосередження кількох постів в одних руках. У рамках цього надрайону організувалися три райони — Жидичин (провідник Іван Солтис), Клепачів, Липляни. Навесні 1938 р. вони вже існували.
У Жидичині поліція заарештувала особовий склад надрайонного проводу (7 грудня 1938 були затримані Олекса Чесюк, Іван Сілюк та Микола Кушнір), районного проводу (провідник Іван Солтис, члени проводу Павло Подригула і Григорій Пасічник) та 5 членів сільського проводу ОУН (ймовірно, заарештовані 23 і 27 січня 1939 р.), а Теодор Міськовець із Ківерців був переданий під нагляд поліції.
Вінцем великої ліквідації на теренах Жидичинського надрайону став процес над членами надрайонного проводу. 14 квітня 1938 за належність до ОУН Олекса Чесюк був засуджений до 8 років тюремного ув'язнення, Іван Сілюк — до 5 років, Микола Кушнір — до 4 років. Крім того, всі вони отримали по 5 років поліційного нагляду та по 6 років обмеження у правах. Однак, ані польські, ані згодом совєтські чи нацистські репресії не зупинили потужного національно-визвольного руху на Волині
З 2003 р. в незалежній Україні Жидичинський монастир офіційно відновлено. Зараз це чоловічий монастир Святителя Миколая Чудотворця ПЦУ.
15 жовтня 2016 року на фасаді загальноосвітньої школи відкрили пам’ятний знак загиблому бійцеві Калушу Руслану Петровичу.
До 1 серпня 2017 року — адміністративний центр Жидичинської сільської ради Ківерцівського району Волинської області.
У 2017—2020 у складі Жидичинської сільської громади.
12 червня 2020 року, згідно з розпорядженням Кабінету Міністрів України  № 708-р, село увійшло до складу Луцької міської громади.
19 липня 2020 року, в результаті адміністративно-територіальної реформи та ліквідації Ківерцівського району, село увійшло до складу Луцького району.

## Населення
Згідно з переписом УРСР 1989 року чисельність наявного населення села становила 1338 осіб, з яких 617 чоловіків та 721 жінка.
За переписом населення України 2001 року в селі мешкала 1391 особа.

### Мова
Розподіл населення за рідною мовою за даними перепису 2001 року:
| Мова       | Відсоток |
| ---------- | -------- |
| українська | 98,28 %  |
| російська  | 1,65 %   |
| білоруська | 0,07 %   |

## Соціальна інфраструктура

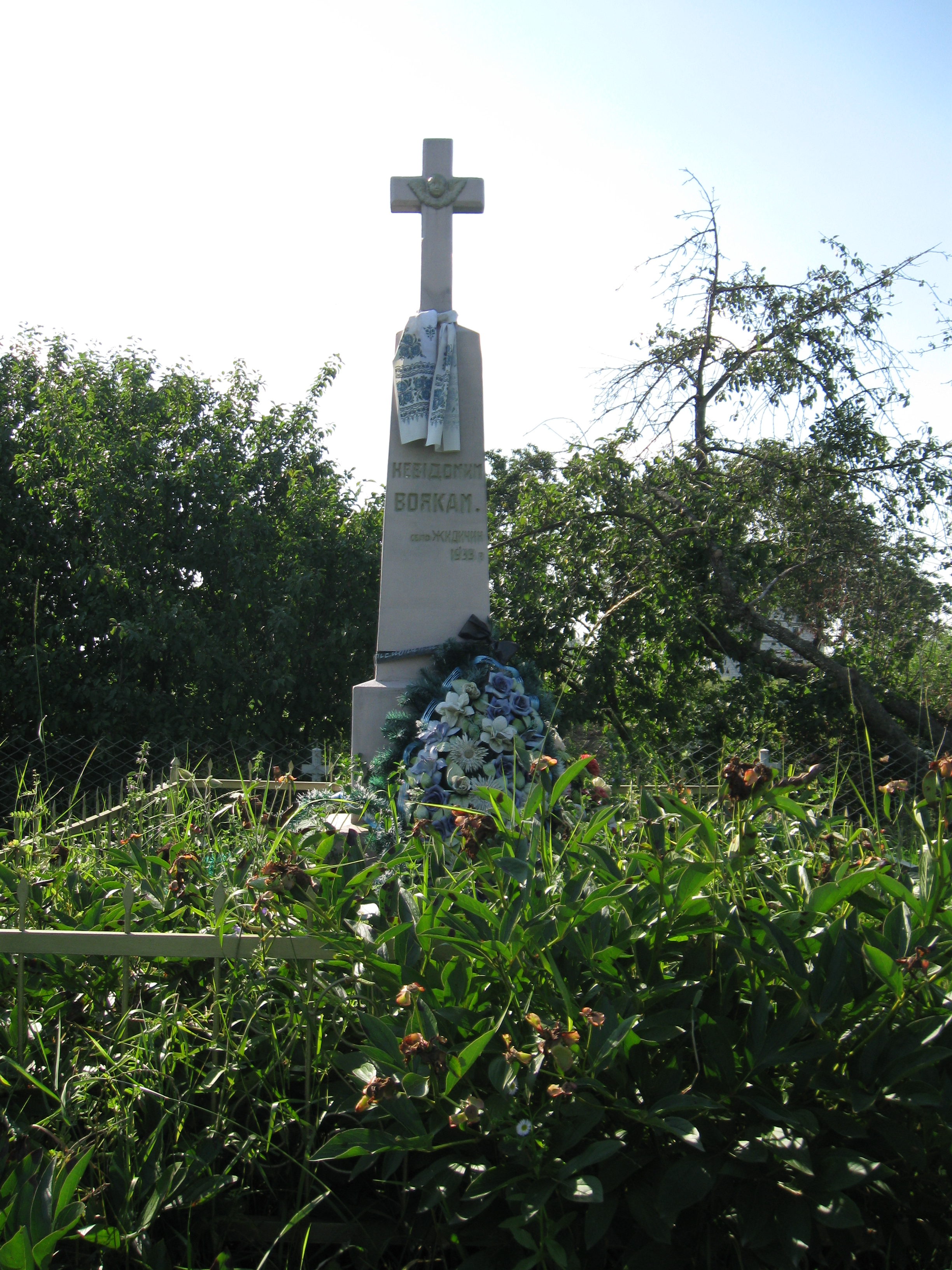
Памятник загиблим у Першій світовій війні

У Жидичині є середня школа, бібліотека, клуб, Будинок культури на 400 місць. Працює майстерня побутового обслуговування. У 2012 було відкрито дитячий дошкільний навчальний заклад «Веселка». При монастирі діє недільна школа, яка уже нараховує більше 40 дітей віком від п'яти до чотирнадцяти років.

## Персони
- Солтис Михайло — діяч ОУН(м), організатор Українського легіону самооборони.
- Віталій Дужик — мультиінструменталіст, учасник гурту «Kalush Orchestra», переможець Євробачення 2022.
- Калуш Руслан Петрович (1980—2014) — сержант, Збройні сили України, учасник російсько-української війни.